# Effectifs du tournoi masculin de water-polo aux Jeux olympiques d'été de 2016
Cette page propose la liste de toutes les équipes et de leurs joueurs participant au tournoi masculin de water-polo aux Jeux olympiques d'été de 2016.

## Groupe A

### Australie
Le croate Elvis Fatović, sélectionneur de l'équipe, a annoncé la liste des treize joueurs australiens retenus pour les Jeux olympiques le 1er juillet 2016,.
| Numéro | Joueur           | Poste          | Naissance                  | Taille | Club en 2016               |
| ------ | ---------------- | -------------- | -------------------------- | ------ | -------------------------- |
| 1      | Joel Dennerley   | Gardien de but | 25 juin 1987 (29 ans)      | 1,95 m | UNSW Wests Magpies         |
| 2      | Richie Campbell  | Pointe arrière | 28 septembre 1987 (28 ans) | 1,93 m | UNSW Wests Magpies         |
| 3      | George Ford      | Pointe arrière | 24 février 1993 (23 ans)   | 1,92 m | UWA Torpedoes              |
| 4      | Johnno Cotterill | Défenseur      | 27 octobre 1987 (28 ans)   | 1,93 m | Sydney University Lions    |
| 5      | Nathan Power     | Pointe avant   | 13 février 1993 (23 ans)   | 2,00 m | UNSW Wests Magpies         |
| 6      | Jarrod Gilchrist | Défenseur      | 13 juin 1990 (26 ans)      | 1,89 m | UNSW Wests Magpies         |
| 7      | Aiden Roach      | Défenseur      | 7 septembre 1990 (25 ans)  | 1,87 m | Drummoyne Devils           |
| 8      | Aaron Younger    | Défenseur      | 25 septembre 1991 (25 ans) | 1,93 m | Szolnoki Vízilabda SC      |
| 9      | Joel Swift       | Défenseur      | 14 juin 1990 (26 ans)      | 1,90 m | Fremantle Mariners         |
| 10     | Joseph Kayes     | Pointe avant   | 3 janvier 1991 (25 ans)    | 1,98 m | Cronulla-Sutherland Sharks |
| 11     | Rhys Howden      | Défenseur      | 2 avril 1987 (29 ans)      | 1,89 m | Brisbane Barracudas        |
| 12     | Mitchell Emery   | Défenseur      | 27 septembre 1990 (25 ans) | 1,85 m | Drummoyne Devils           |
| 13     | James Stanton    | Gardien de but | 21 juillet 1983 (33 ans)   | 2,00 m | Victorian Seals            |

### Brésil
Le 14 juillet 2016, le sélectionneur croate Ratko Rudić a indiqué la liste des joueurs qui disputeront le tournoi olympique.
| Numéro | Joueur             | Poste          | Naissance                 | Taille | Club en 2016            |
| ------ | ------------------ | -------------- | ------------------------- | ------ | ----------------------- |
| 1      | Slobodan Soro      | Gardien de but | 23 décembre 1978 (37 ans) | 1,96 m | Botafogo                |
| 2      | Jonas Crivella     | Défenseur      | 30 avril 1988 (28 ans)    | 1,86 m | Botafogo                |
| 3      | Rudá Franco        | Défenseur      | 25 juillet 1986 (30 ans)  | 1,85 m | SESI-SP                 |
| 4      | Ives González      | Pointe avant   | 12 octobre 1980 (35 ans)  | 1,91 m | Esporte Clube Pinheiros |
| 5      | Paulo Salemi       | Pointe arrière | 8 août 1993 (22 ans)      | 1,91 m | Botafogo                |
| 6      | Bernardo Gomes     | Défenseur      | 12 novembre 1993 (22 ans) | 1,91 m | Botafogo                |
| 7      | Adrián Delgado     | Défenseur      | 7 avril 1990 (26 ans)     | 1,98 m | Esporte Clube Pinheiros |
| 8      | Felipe Silva       | Pointe arrière | 8 août 1984 (31 ans)      | 1,92 m | Esporte Clube Pinheiros |
| 9      | Bernardo Rocha     | Pointe arrière | 3 juillet 1989 (27 ans)   | 1,84 m | SESI-SP                 |
| 10     | Felipe Perrone     | Défenseur      | 27 février 1986 (30 ans)  | 1,83 m | Botafogo                |
| 11     | Gustavo Guimarães  | Défenseur      | 24 janvier 1994 (22 ans)  | 1,86 m | Esporte Clube Pinheiros |
| 12     | Josip Vrlić        | Pointe avant   | 25 avril 1986 (30 ans)    | 1,96 m | Botafogo                |
| 13     | Vinicius Antonelli | Gardien de but | 1er mai 1990 (26 ans)     | 1,82 m | Esporte Clube Pinheiros |

### Grèce
La composition de l'équipe olympique grecque a été annoncé le 29 juillet 2016 par le sélectionneur Thodoris Vlachos.
| Numéro | Joueur                   | Poste          | Naissance                  | Taille | Club en 2016    |
| ------ | ------------------------ | -------------- | -------------------------- | ------ | --------------- |
| 1      | Konstantinos Flegkas     | Gardien de but | 17 juillet 1986 (30 ans)   | 1,92 m | Ydraikos NO     |
| 2      | Emmanouil Mylonakis      | Défenseur      | 9 avril 1985 (31 ans)      | 1,85 m | Olympiakós      |
| 3      | Georgios Dervisis        | Pointe arrière | 30 octobre 1994 (21 ans)   | 1,95 m | Olympiakós      |
| 4      | Konstantinos Genidounias | Défenseur      | 3 mai 1993 (23 ans)        | 1,83 m | Olympiakós      |
| 5      | Ioannis Fountoulis       | Défenseur      | 28 mai 1988 (28 ans)       | 1,86 m | Olympiakós      |
| 6      | Kyriakos Pontikeas       | Pointe arrière | 9 mai 1991 (25 ans)        | 1,92 m | Olympiakós      |
| 7      | Christos Afroudakis      | Défenseur      | 23 mai 1984 (32 ans)       | 1,88 m | NO Vouliagménis |
| 8      | Evangelos Delakas        | Pointe arrière | 8 février 1985 (31 ans)    | 1,89 m | Olympiakós      |
| 9      | Konstantinos Mourikis    | Pointe avant   | 11 juillet 1988 (28 ans)   | 1,97 m | Olympiakós      |
| 10     | Christódoulos Kolómvos   | Pointe avant   | 26 octobre 1988 (27 ans)   | 1,86 m | Olympiakós      |
| 11     | Alexandros Gounas        | Défenseur      | 3 octobre 1989 (26 ans)    | 1,79 m | Olympiakós      |
| 12     | Angelos Vlachopoulos     | Défenseur      | 28 septembre 1991 (24 ans) | 1,79 m | Olympiakós      |
| 13     | Stefanos Galanopoulos    | Gardien de but | 22 février 1993 (23 ans)   | 1,97 m | Olympiakós      |

### Hongrie
Le sélectionneur hongrois Tibor Benedek désigne l'équipe olympique le 18 juillet 2016.
| Numéro | Joueur              | Poste          | Naissance                  | Taille | Club en 2016    |
| ------ | ------------------- | -------------- | -------------------------- | ------ | --------------- |
| 1      | Viktor Nagy         | Gardien de but | 24 juillet 1984 (32 ans)   | 1,98 m | Szolnoki VSC    |
| 2      | Gergő Zalánki       | Pointe arrière | 26 février 1995 (21 ans)   | 1,92 m | Egri VK         |
| 3      | Krisztián Manhercz  | Défenseur      | 6 février 1997 (19 ans)    | 1,85 m | Szeged VE       |
| 4      | Balázs Erdélyi      | Défenseur      | 16 février 1990 (26 ans)   | 1,96 m | Egri VK         |
| 5      | Márton Vámos        | Défenseur      | 24 juin 1992 (24 ans)      | 1,99 m | Szolnoki VSC    |
| 6      | Norbert Hosnyánszky | Défenseur      | 4 mars 1984 (32 ans)       | 1,96 m | Egri VK         |
| 7      | Ádám Decker         | Défenseur      | 29 février 1984 (32 ans)   | 2,03 m | Orvosegyetem SC |
| 8      | Márton Szívós       | Pointe arrière | 19 août 1981 (34 ans)      | 1,92 m | Egri VK         |
| 9      | Dániel Varga        | Défenseur      | 24 septembre 1983 (33 ans) | 2,01 m | Szolnoki VSC    |
| 10     | Dénes Varga         | Défenseur      | 29 mars 1987 (29 ans)      | 1,93 m | Szolnoki VSC    |
| 11     | Gábor Kis           | Pointe avant   | 27 septembre 1982 (33 ans) | 1,94 m | Szolnoki VSC    |
| 12     | Balázs Hárai        | Pointe avant   | 5 avril 1987 (29 ans)      | 2,02 m | Egri VK         |
| 13     | Attila Decker       | Gardien de but | 25 août 1987 (28 ans)      | 1,97 m | Szolnoki VSC    |

### Japon
Le sélectionneur japonais Takahisa Minami a annoncé le 2 mars 2016 la composition de l'équipe olympique japonaise.
| Numéro | Joueur              | Poste          | Naissance                  | Taille | Club en 2016    |
| ------ | ------------------- | -------------- | -------------------------- | ------ | --------------- |
| 1      | Katsuyuki Tanamura  | Gardien de but | 3 août 1989 (27 ans)       | 1,84 m | Bourbon WP Club |
| 2      | Seiya Adachi        | Défenseur      | 24 juin 1995 (21 ans)      | 1,72 m | Nippon Sport    |
| 3      | Atsushi Arai        | Défenseur      | 3 février 1994 (22 ans)    | 1,68 m | Nippon Sport    |
| 4      | Mitsuaki Shiga      | Défenseur      | 16 septembre 1991 (25 ans) | 1,77 m | All-Nittaidai   |
| 5      | Akira Yanase        | Pointe avant   | 11 août 1988 (27 ans)      | 1,90 m | All-Nittaidai   |
| 6      | Atsuto Iida         | Pointe arrière | 24 décembre 1993 (22 ans)  | 1,81 m | Nippon Sport    |
| 7      | Yusuke Shimizu      | Pointe avant   | 7 septembre 1988 (27 ans)  | 1,81 m | Bourbon WP Club |
| 8      | Yuki Kadono         | Défenseur      | 14 septembre 1990 (25 ans) | 1,77 m | All-Nittaidai   |
| 9      | Koji Takei          | Défenseur      | 30 juillet 1990 (26 ans)   | 1,76 m | All-Nittaidai   |
| 10     | Kenya Yasuda        | Pointe arrière | 29 mars 1989 (27 ans)      | 1,82 m | Bourbon WP Club |
| 11     | Keigo Okawa         | Pointe arrière | 11 mars 1990 (25 ans)      | 1,83 m | All-Nittaidai   |
| 12     | Shota Hazui         | Défenseur      | 30 septembre 1986 (29 ans) | 1,77 m | Bourbon WP Club |
| 13     | Tomoyoshi Fukushima | Gardien de but | 3 juin 1993 (23 ans)       | 1,77 m | Nippon Sport    |

### Serbie
Dejan Savić, le sélectionneur de l'équipe nationale, a désigné le 26 juillet 2016 les treize joueurs serbes qui participeront aux Jeux olympiques.
| Numéro | Joueur             | Poste          | Naissance                 | Taille | Club en 2016            |
| ------ | ------------------ | -------------- | ------------------------- | ------ | ----------------------- |
| 1      | Gojko Pijetlović   | Gardien de but | 7 août 1983 (32 ans)      | 1,94 m | CSM Digi Oradea         |
| 2      | Dušan Mandić       | Défenseur      | 16 juin 1994 (22 ans)     | 2,02 m | Pro Recco               |
| 3      | Živko Gocić        | Défenseur      | 22 août 1982 (33 ans)     | 1,93 m | Szolnoki Vízilabda SC   |
| 4      | Sava Ranđelović    | Défenseur      | 17 juillet 1993 (23 ans)  | 1,93 m | AN Brescia              |
| 5      | Miloš Ćuk          |                | 21 décembre 1990 (25 ans) | 1,91 m | Egri Vízilabda Klub     |
| 6      | Duško Pijetlović   | Pointe avant   | 25 avril 1985 (31 ans)    | 1,92 m | Pro Recco               |
| 7      | Slobodan Nikić     | Pointe avant   | 25 janvier 1983 (33 ans)  | 1,97 m | Orvosegyetem SC         |
| 8      | Milan Aleksić      | Pointe arrière | 13 mai 1986 (30 ans)      | 1,93 m | Szolnoki Vízilabda SC   |
| 9      | Nikola Jakšić      |                | 17 janvier 1997 (19 ans)  | 1,97 m | Vaterpolo klub Partizan |
| 10     | Filip Filipović    | Défenseur      | 2 mai 1987 (29 ans)       | 1,96 m | Pro Recco               |
| 11     | Andrija Prlainović | Défenseur      | 28 avril 1988 (28 ans)    | 1,87 m | Szolnoki Vízilabda SC   |
| 12     | Stefan Mitrović    | Défenseur      | 29 mars 1988 (28 ans)     | 1,95 m | Ferencvárosi TC         |
| 13     | Branislav Mitrović | Gardien de but | 30 janvier 1985 (31 ans)  | 2,01 m | Egri Vízilabda Klub     |

## Groupe B

### Croatie
Ivica Tucak, le sélectionneur croate, a annoncé le 18 juillet 2016 la composition de l'équipe olympique.
| Numéro | Joueur           | Poste          | Naissance                  | Taille | Club en 2016     |
| ------ | ---------------- | -------------- | -------------------------- | ------ | ---------------- |
| 1      | Josip Pavić      | Gardien de but | 15 janvier 1982 (34 ans)   | 1,95 m | Olympiakós       |
| 2      | Damir Burić      | Pointe arrière | 2 décembre 1980 (35 ans)   | 2,05 m | PK Primorje      |
| 3      | Antonio Petković | Défenseur      | 11 janvier 1986 (30 ans)   | 1,90 m | Sport Management |
| 4      | Luka Lončar      | Pointe avant   | 26 juin 1987 (29 ans)      | 1,95 m | HAVK Mladost     |
| 5      | Maro Joković     | Défenseur      | 1er octobre 1987 (28 ans)  | 2,03 m | VK Jug           |
| 6      | Luka Bukić       | Défenseur      | 30 avril 1994 (22 ans)     | 1,95 m | HAVK Mladost     |
| 7      | Xavier García    | Pointe avant   | 5 janvier 1984 (32 ans)    | 1,98 m | PK Primorje      |
| 8      | Andro Bušlje     | Pointe arrière | 4 janvier 1986 (30 ans)    | 2,00 m | CN Posillipo     |
| 9      | Sandro Sukno     | Pointe avant   | 30 juin 1990 (26 ans)      | 2,00 m | Pro Recco        |
| 10     | Ivan Krapić      | Pointe avant   | 14 février 1989 (27 ans)   | 1,94 m | PK Primorje      |
| 11     | Anđelo Šetka     | Défenseur      | 14 septembre 1985 (30 ans) | 1,86 m | PK Primorje      |
| 12     | Marko Macan      | Pointe arrière | 26 avril 1993 (23 ans)     | 1,96 m | VK Jug           |
| 13     | Marko Bijač      | Gardien de but | 12 janvier 1991 (25 ans)   | 2,01 m | VK Jug           |

### Espagne
| Numéro | Joueur              | Poste          | Naissance                 | Taille | Club en 2016           |
| ------ | ------------------- | -------------- | ------------------------- | ------ | ---------------------- |
| 1      | Iñaki Aguilar       | Gardien de but | 9 septembre 1983 (32 ans) | 1,89 m | CN Terrassa            |
| 2      | Alberto Munarriz    | Pointe avant   | 19 mai 1994 (22 ans)      | 1,97 m | CN Atlètic-Barceloneta |
| 3      | Ricard Alarcón      | Défenseur      | 18 août 1991 (24 ans)     | 1,86 m | CN Terrassa            |
| 4      | Marc Roca           | Pointe avant   | 21 janvier 1988 (28 ans)  | 1,88 m | CN Atlètic-Barceloneta |
| 5      | Guillermo Molina    | Défenseur      | 16 mars 1984 (32 ans)     | 1,94 m | AN Brescia             |
| 6      | Marc Minguell       | Défenseur      | 14 janvier 1985 (31 ans)  | 1,86 m | CN Atlètic-Barceloneta |
| 7      | Bálazs Szirányi     | Pointe avant   | 10 janvier 1983 (33 ans)  | 1,96 m | CN Atlètic-Barceloneta |
| 8      | Albert Español      | Pointe avant   | 29 octobre 1985 (30 ans)  | 1,89 m | CN Atlètic-Barceloneta |
| 9      | Roger Tahull        | Pointe avant   | 11 mai 1997 (19 ans)      | 1,95 m | CN Atlètic-Barceloneta |
| 10     | Francisco Fernández | Pointe arrière | 21 juin 1986 (30 ans)     | 1,85 m | CN Atlètic-Barceloneta |
| 11     | Blai Mallarach      | Pointe arrière | 21 août 1987 (28 ans)     | 1,87 m | Olympiakós             |
| 12     | Gonzalo Echenique   | Pointe arrière | 27 avril 1990 (26 ans)    | 1,94 m | Plivački Klub Primorje |
| 13     | Daniel López        | Gardien de but | 16 juillet 1980 (36 ans)  | 1,91 m | CN Atlètic-Barceloneta |

### États-Unis
Les treize joueurs retenus pour les Jeux olympiques ont été annoncés le 7 juillet 2016 par le sélectionneur serbe Dejan Udovičić.
| Numéro | Joueur         | Poste          | Naissance                  | Taille | Club en 2016           |
| ------ | -------------- | -------------- | -------------------------- | ------ | ---------------------- |
| 1      | Merrill Moses  | Gardien de but | 13 août 1977 (38 ans)      | 1,91 m | New York Athletic Club |
| 2      | Thomas Dunstan | Défenseur      | 29 septembre 1997 (18 ans) | 1,92 m | Regency WP Club        |
| 3      | Ben Hallock    | Pointe avant   | 22 novembre 1997 (18 ans)  | 1,96 m | Los Angeles WP Club    |
| 4      | Alex Obert     | Pointe arrière | 18 décembre 1991 (24 ans)  | 1,98 m | New York Athletic Club |
| 5      | Alex Roelse    | Pointe arrière | 10 janvier 1995 (21 ans)   | 2,00 m | Bruins d'UCLA          |
| 6      | Luca Cupido    | Défenseur      | 9 novembre 1995 (20 ans)   | 1,93 m | Newport WP Foundation  |
| 7      | Josh Samuels   | Défenseur      | 8 juillet 1991 (25 ans)    | 1,93 m | New York Athletic Club |
| 8      | Tony Azevedo   | Défenseur      | 21 novembre 1981 (34 ans)  | 1,85 m | New York Athletic Club |
| 9      | Alex Bowen     | Défenseur      | 14 septembre 1993 (22 ans) | 1,96 m | New York Athletic Club |
| 10     | Bret Bonanni   | Défenseur      | 20 janvier 1994 (22 ans)   | 1,93 m | New York Athletic Club |
| 11     | Jesse Smith    | Pointe arrière | 27 avril 1983 (33 ans)     | 1,93 m | New York Athletic Club |
| 12     | John Mann      | Pointe avant   | 27 janvier 1978 (38 ans)   | 1,98 m | New York Athletic Club |
| 13     | McQuin Baron   | Gardien de but | 27 octobre 1995 (20 ans)   | 2,03 m | Regency WP Club        |

### France
Florian Bruzzo, sélectionneur de l'équipe de France, dévoile la liste des treize joueurs qui participeront au tournoi olympique de Rio le 9 juillet 2016.
| Numéro | Joueur             | Poste          | Naissance                  | Taille | Club en 2016             |
| ------ | ------------------ | -------------- | -------------------------- | ------ | ------------------------ |
| 1      | Rémi Garsau        | Gardien de but | 19 juillet 1984 (32 ans)   | 1,90 m | CN Marseille             |
| 2      | Rémi Saudadier     | Pointe avant   | 20 mars 1986 (30 ans)      | 1,98 m | Wasserfreunde Spandau 04 |
| 3      | Igor Kovacevic     | Pointe arrière | 3 novembre 1988 (27 ans)   | 1,90 m | CN Marseille             |
| 4      | Enzo Khasz         | Pointe avant   | 13 août 1993 (22 ans)      | 2,03 m | CN Marseille             |
| 5      | Romain Blary       | Pointe avant   | 20 octobre 1985 (30 ans)   | 1,95 m | Team Strasbourg          |
| 6      | Thibaut Simon      | Défenseur      | 18 décembre 1983 (32 ans)  | 1,92 m | CN Marseille             |
| 7      | Ugo Crousillat     | Défenseur      | 27 octobre 1990 (25 ans)   | 1,90 m | CN Marseille             |
| 8      | Michal Izdinsky    | Défenseur      | 23 juillet 1992 (24 ans)   | 1,78 m | Olympic Nice Natation    |
| 9      | Medhi Marzouki     | Défenseur      | 26 mai 1987 (29 ans)       | 1,92 m | Wasserfreunde Spandau 04 |
| 10     | Mathieu Peisson    | Pointe arrière | 29 septembre 1982 (33 ans) | 1,85 m | Team Strasbourg          |
| 11     | Petar Tomasevic    | Défenseur      | 2 janvier 1989 (27 ans)    | 1,92 m | Olympic Nice Natation    |
| 12     | Alexandre Camarasa | Pointe avant   | 10 juin 1987 (29 ans)      | 1,93 m | CN Marseille             |
| 13     | Jonathan Moriamé   | Gardien de but | 19 juin 1984 (32 ans)      | 2,03 m | CN Noisy-le-Sec          |

### Italie
Le sélectionneur italien Alessandro Campagna a dévoilé le 17 juillet 2016 la liste des treize joueurs qui participeront aux Jeux olympiques de Rio.
| Numéro | Joueur               | Poste          | Naissance                 | Taille | Club en 2016 |
| ------ | -------------------- | -------------- | ------------------------- | ------ | ------------ |
| 1      | Stefano Tempesti     | Gardien de but | 9 juin 1979 (37 ans)      | 2,05 m | Pro Recco    |
| 2      | Francesco Di Fulvio  | Défenseur      | 15 août 1993 (22 ans)     | 1,90 m | Pro Recco    |
| 3      | Niccolò Gitto        | Pointe arrière | 12 octobre 1986 (29 ans)  | 1,90 m | Pro Recco    |
| 4      | Pietro Figlioli      | Défenseur      | 29 mai 1984 (32 ans)      | 1,91 m | Pro Recco    |
| 5      | Alessandro Velotto   | Pointe arrière | 21 février 1995 (21 ans)  | 1,86 m | CC Napoli    |
| 6      | Michaël Bodegas      | Pointe avant   | 3 mai 1987 (29 ans)       | 1,92 m | Pro Recco    |
| 7      | Andrea Fondelli      | Défenseur      | 27 février 1994 (22 ans)  | 1,90 m | Pro Recco    |
| 8      | Valentino Gallo      | Défenseur      | 17 juillet 1985 (31 ans)  | 1,92 m | CN Posillipo |
| 9      | Christian Presciutti | Défenseur      | 27 novembre 1982 (34 ans) | 1,84 m | Pro Recco    |
| 10     | Nicholas Presciutti  | Pointe arrière | 14 décembre 1993 (22 ans) | 1,89 m | Pro Recco    |
| 11     | Matteo Aicardi       | Pointe avant   | 19 avril 1986 (30 ans)    | 1,92 m | Pro Recco    |
| 12     | Alessandro Nora      | Défenseur      | 24 mai 1987 (29 ans)      | 1,91 m | AN Brescia   |
| 13     | Marco Del Lungo      | Gardien de but | 1er mars 1990 (26 ans)    | 1,90 m | AN Brescia   |

### Monténégro
Le 18 juillet 2016, le sélectionneur Vladimir Gojković a dévoilé la liste de l'équipe des Jeux olympiques de Rio.
| Numéro | Joueur             | Poste          | Naissance                  | Taille | Club en 2016    |
| ------ | ------------------ | -------------- | -------------------------- | ------ | --------------- |
| 1      | Zdravko Radić      | Gardien de but | 24 juin 1979 (37 ans)      | 1,93 m | SS Lazio Nuoto  |
| 2      | Draško Brguljan    | Défenseur      | 27 décembre 1984 (31 ans)  | 1,94 m | Orvosegyetem SC |
| 3      | Vjekoslav Pasković | Défenseur      | 23 mars 1985 (31 ans)      | 1,80 m | Galatasaray SK  |
| 4      | Antonio Petrović   | Pointe avant   | 24 septembre 1982 (33 ans) | 1,93 m | PK Primorje     |
| 5      | Darko Brguljan     | Pointe arrière | 5 novembre 1990 (25 ans)   | 1,80 m | CC Napoli       |
| 6      | Aleksandar Radović | Défenseur      | 24 février 1987 (29 ans)   | 1,91 m | Waspo Hannover  |
| 7      | Mlađan Janović     | Défenseur      | 11 juin 1984 (32 ans)      | 1,80 m | Galatasaray SK  |
| 8      | Uroš Čučković      | Défenseur      | 25 avril 1990 (26 ans)     | 1,99 m | Egri VK         |
| 9      | Aleksandar Ivović  | Pointe arrière | 24 février 1986 (28 ans)   | 1,97 m | Pro Recco       |
| 10     | Saša Mišić         | Pointe avant   | 27 mars 1987 (29 ans)      | 1,98 m | Kinef Kirishi   |
| 11     | Filip Klikovac     | Pointe avant   | 7 février 1989 (25 ans)    | 1,90 m | CN Posillipo    |
| 12     | Predrag Jokić      | Pointe arrière | 3 février 1983 (33 ans)    | 1,88 m | Waspo Hannover  |
| 13     | Miloš Šćepanović   | Gardien de but | 9 octobre 1982 (33 ans)    | 1,85 m | Galatasaray SK  |